# Emil Tahirovič
Emil Tahirovič (Krka, Yugoslavia, 30 de diciembre de 1979) es un deportista esloveno que compitió en natación, especialista en el estilo braza.
Ganó dos medallas de bronce en el Campeonato Europeo de Natación en Piscina Corta, en los años 2004 y 2008.

## Palmarés internacional
| Campeonato Europeo en Piscina Corta | Campeonato Europeo en Piscina Corta | Campeonato Europeo en Piscina Corta | Campeonato Europeo en Piscina Corta |
| Año                                 | Lugar                               | Medalla                             | Prueba                              |
| ----------------------------------- | ----------------------------------- | ----------------------------------- | ----------------------------------- |
| 2004                                | Viena (Austria)                     | Medalla de bronce                   | 50 m braza                          |
| 2008                                | Rijeka (Croacia)                    | Medalla de bronce                   | 50 m braza                          |